# Samoa Americana nos Jogos Olímpicos de Verão de 2008
A Samoa Americana participou dos Jogos Olímpicos de Verão de 2008, em Pequim, na China. O país estreou nos Jogos em 1988 e esta foi sua 6ª participação.

## Desempenho

### Atletismo
| Atleta           | Prova           | Eliminatórias Ronda 1 | Eliminatórias Ronda 1 | Eliminatórias Ronda 2 | Eliminatórias Ronda 2 | Semifinal   | Semifinal   | Final       | Final       |
| Atleta           | Prova           | Resultado             | Pos.                  | Resultado             | Pos.                  | Resultado   | Pos.        | Resultado   | Pos.        |
| ---------------- | --------------- | --------------------- | --------------------- | --------------------- | --------------------- | ----------- | ----------- | ----------- | ----------- |
| Shanahan Sanitoa | 100 m masculino | 12s60                 | 80º                   | Não avançou           | Não avançou           | Não avançou | Não avançou | Não avançou | Não avançou |

### Judô
| Atleta         | Prova              | Fase preliminar                | Ronda dos 32           | Ronda dos 16           | Quartos-finais         | Semifinais             | Repescagem primeira ronda | Repescagem quartos-de-final | Repescagem semifinais  | Final                  |
| Atleta         | Prova              | Adversário e resultado         | Adversário e resultado | Adversário e resultado | Adversário e resultado | Adversário e resultado | Adversário e resultado    | Adversário e resultado      | Adversário e resultado | Adversário e resultado |
| -------------- | ------------------ | ------------------------------ | ---------------------- | ---------------------- | ---------------------- | ---------------------- | ------------------------- | --------------------------- | ---------------------- | ---------------------- |
| Silulu A`etonu | Até 63 kg feminino | GER A. von Harnier D 0000-1000 | Não avançou            | Não avançou            | Não avançou            | Não avançou            | Não avançou               | Não avançou                 | Não avançou            | Não avançou            |

### Natação
| Atleta            | Prova                | Eliminatórias | Eliminatórias | Semifinal   | Semifinal   | Final       | Final       |
| Atleta            | Prova                | Tempo         | Pos.          | Tempo       | Pos.        | Tempo       | Pos.        |
| ----------------- | -------------------- | ------------- | ------------- | ----------- | ----------- | ----------- | ----------- |
| Stewart Glenister | 50 m livre masculino | 25s45         | 71º           | Não avançou | Não avançou | Não avançou | Não avançou |
| Virginia Farmer   | 50 m livre feminino  | 28s82         | 62º           | Não avançou | Não avançou | Não avançou | Não avançou |